# Documenti della Chiesa cattolica
I documenti della Chiesa cattolica sono gli atti ed i documenti emessi dalla Chiesa cattolica.

## Classificazione
Si può catalogare l'insieme dei documenti in alcune voci principali:
- Magistero Pontificio – Riguarda tutti i documenti pontifici, ossia i testi scritti e/o firmati dai Papi nel corso della storia. Tra questi, si distinguono in modo particolare:

1. le Bolle pontificie,
2. i Brevi apostolici,
3. le Costituzioni apostoliche,
4. i Decretali,
5. le Encicliche,
6. le Esortazioni apostoliche e le Esortazioni apostoliche post-sinodali,
7. le Lettere apostoliche
8. i Motu proprio,
9. di minore importanza dogmatica i Discorsi, i Messaggi, le Omelie e le Udienze.

- Magistero della Santa Sede – Riguarda tutti i documenti prodotti dagli organismi della Curia Romana.
- Magistero Conciliare – Riguarda tutti i documenti e i canoni approvati dai Concili Ecumenici riconosciuti dalla Chiesa cattolica.
- Magistero Episcopale – È l'insieme dei documenti prodotti dai Vescovi locali, dalle Conferenze Episcopali e dai Sinodi diocesani, provinciali o nazionali nel corso della storia, in ogni angolo della Terra.
- Magistero della Chiesa – Si tratta di tutti quei testi prodotti dalla Chiesa cattolica a vario titolo, come per esempio i Codici e i testi di Diritto canonico, le varie stesure del Catechismo della Chiesa Cattolica, la pubblicazione annuale degli Acta Apostolicae Sedis e degli Annuari Pontifici.